# Galerie Kotelna

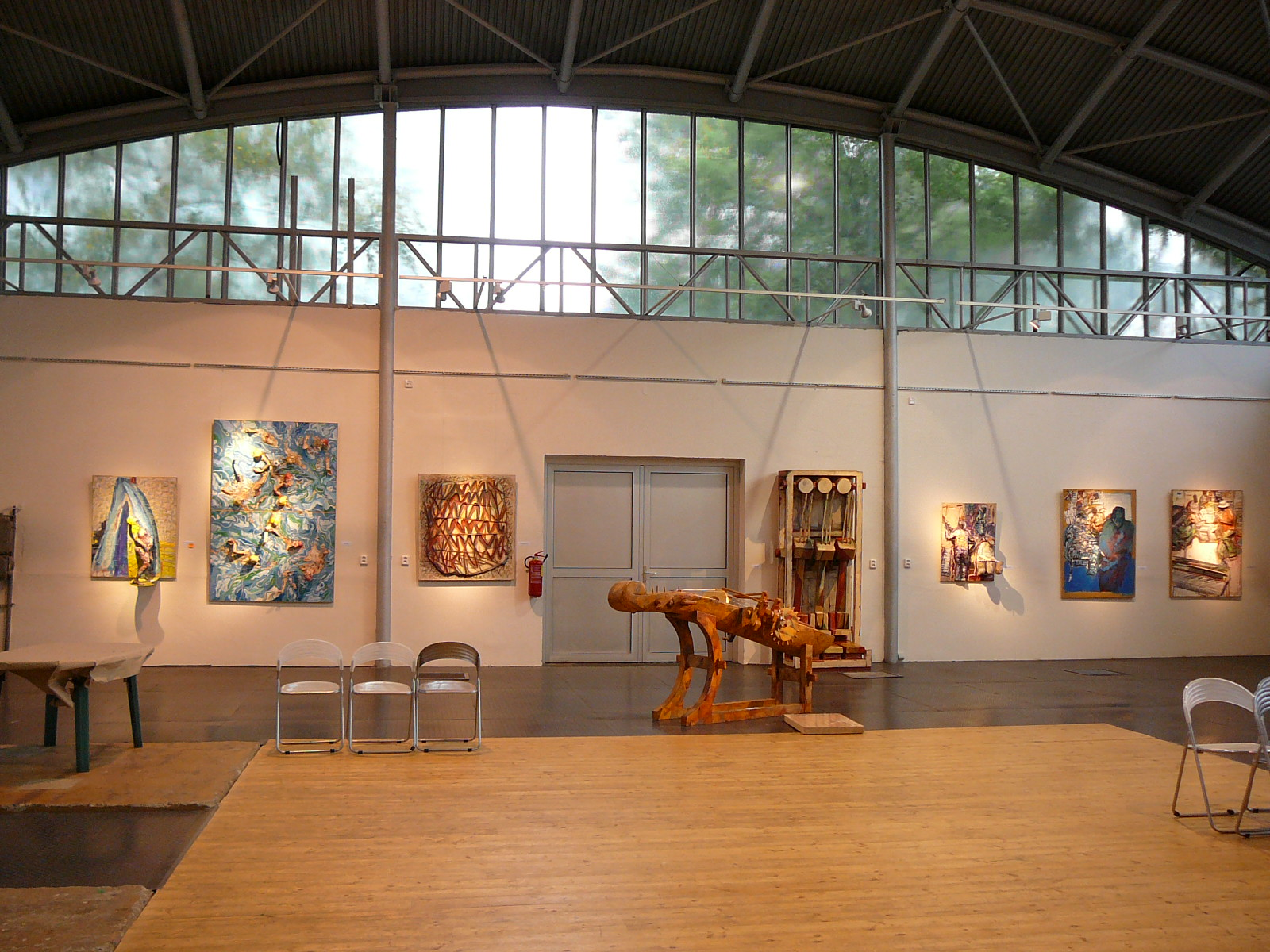
Interiér galerie, 2009

Galerie Kotelna, sídlící v Říčanech u Prahy, je uměleckou galerií s rozlohou 600 m² výstavní plochy a specializuje se zejména na mladé české umělce a současné umění. Jejím sloganem je: „Moderní umění pro radost a dobrou investici“.

## Historie
Město Říčany vypsalo v roce 2005 výběrové řízení na využití objektu bývalé sídlištní kotelny. Výběrové řízení v několika kolech[zdroj⁠?!] vyhrálo občanské sdružení Říčanský lůvr, které se tak stalo provozovatelem nově vznikající galerie. Slavnostní otevření galerie Kotelna proběhlo v listopadu 2007.

## Ocenění
Galerie Kotelna, resp. její majitelka Eva Kočová obdržela v roce 2009 cenu „Byznys rebel 2009“ za Středočeský kraj. Porota ocenila odvahu podnikat v oblasti umění.[zdroj⁠?!] Galerie nabízí možnost si dílo, ještě před jeho zakoupením, bezplatně vyzkoušet přímo ve svém interiéru.[zdroj⁠?!]

## Výstavy
- 14. 11. 2007 – 31. 12. 2007 – Michal Singer – Comeback v Kotelně
- 31. 1. 2008 – 19. 3. 2008 – Jaroslav Valečka – Bílé noci
- 4. 4. 2008 – 15. 5. 2008 – Anna Neborová – Na dohled…
- 30. 5. 2008 – 11. 7. 2008 – Marie Blábolilová, Barbora Lungová – Exteriéry, exteriéry
- 11. 9. 2008 – 23. 10. 2008 – Výstava šesti absolventů pražské Akademie výtvarných umění (Daniel Pitín, Michaela Bufková, Dagmar Hamsíková, Vladimír Véla, Zdeněk Daněk, Adolf Lachman) – Běh na dlouhou trať…
- 30. 10. 2008 – 3. 12. 2008 – Jiří Ptáček – Kontrasty
- 15. 1. 2009 – 21. 2. 2009 – Markéta Urbanová, Jan Gemrot, Martin Skalický, Radek Nivnický - V zrcadle skutečnosti
- 5. 3. 2009 – 23. 4. 2009 – Jiří Šuhájek – Sklo, obrazy, kresby
- 4. 6. 2009 – 10. 7. 2009 – Michaela Spružinová, Zdeňka Benešová, Jarmila Mitríková, David Demjanovič, Daniela Mikulášková – Narušeno
- 16. 7. 2009 – 27. 8. 2009 – Výstava – Hoši odvedle
- 10. 9. 2009 – 15. 10. 2009 – Igor Šebestík – Převážně o jazzu
- 16. 10. 2009 – 26. 11. 2009 – Linda Klimentová – Přelety
- 11. 3. 2010 – 22. 4. 2010 – Jiří Hauschka – Není jen černá a bílá
- 1. 5. 2010 – 29. 5. 2010 – Festival amatérské malby
- 1. 6. 2010 – 3. 7. 2010 – Šárka Zadáková a Peťa Kožíšek – …a stálou vzpomínku mám na tebe
- 9. 9. 2010 – 14. 10. 2010 – Alena Beldová, Martina Riedlbauchová, Zdena Šafka – Nové obrazy
- 8. 11. 2010 – 18. 11. 2010 – Fanatique Art Show
- 27. 1. 2011 – 3. 3. 2011 – Aleš Brázdil, Marek Slavík, Zdeněk Trs a Jan Uldrych – „4“
- 1. 5. 2011 – 30. 5. 2011 – Festival amatérské malby
- 9. 6. 2011 – 14. 7. 2011 – Ondřej Maleček a Ondřej Tkačík – Sestup do štol nejhlubších…

### Fotogalerie

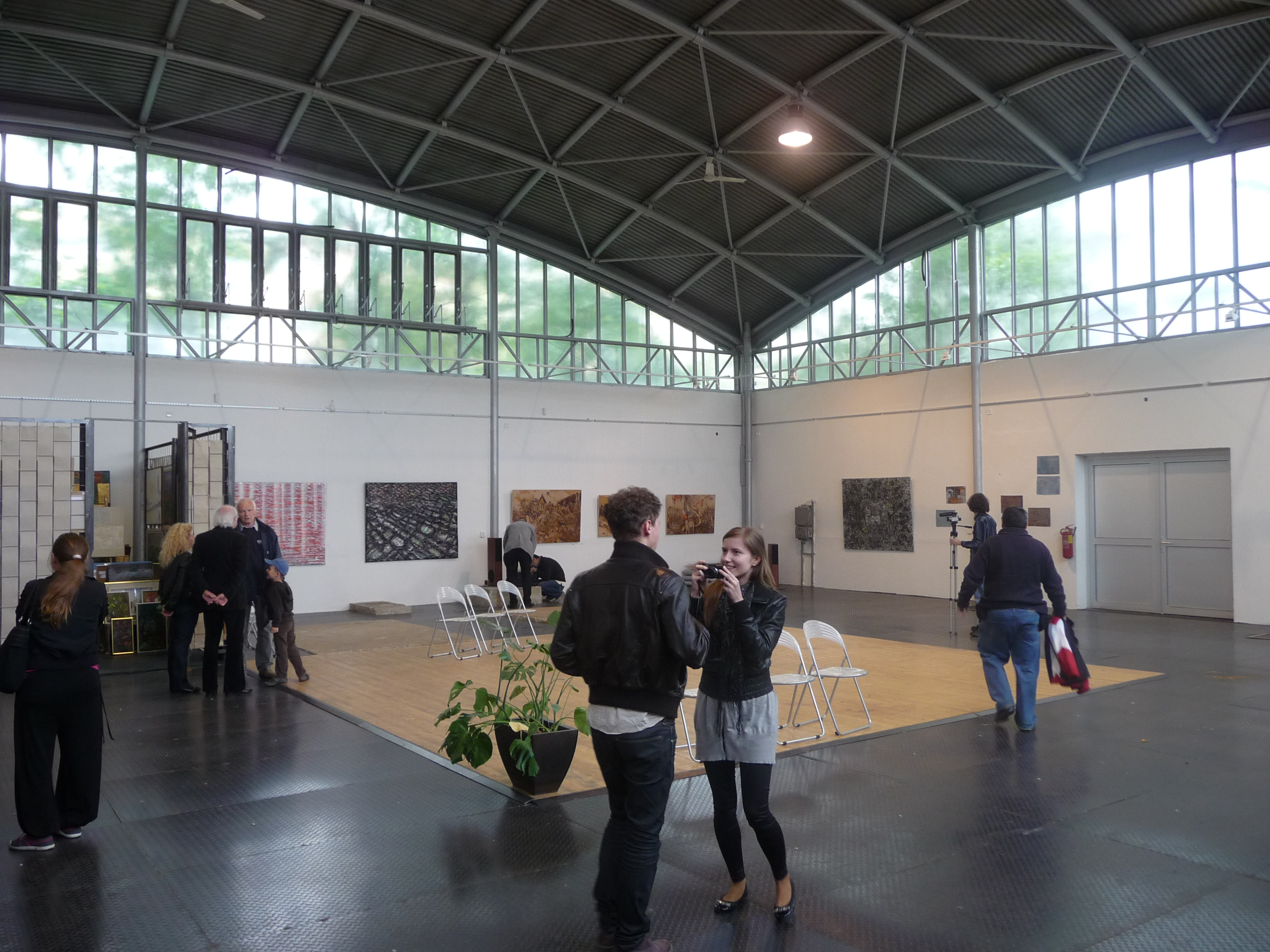
Interiér galerie
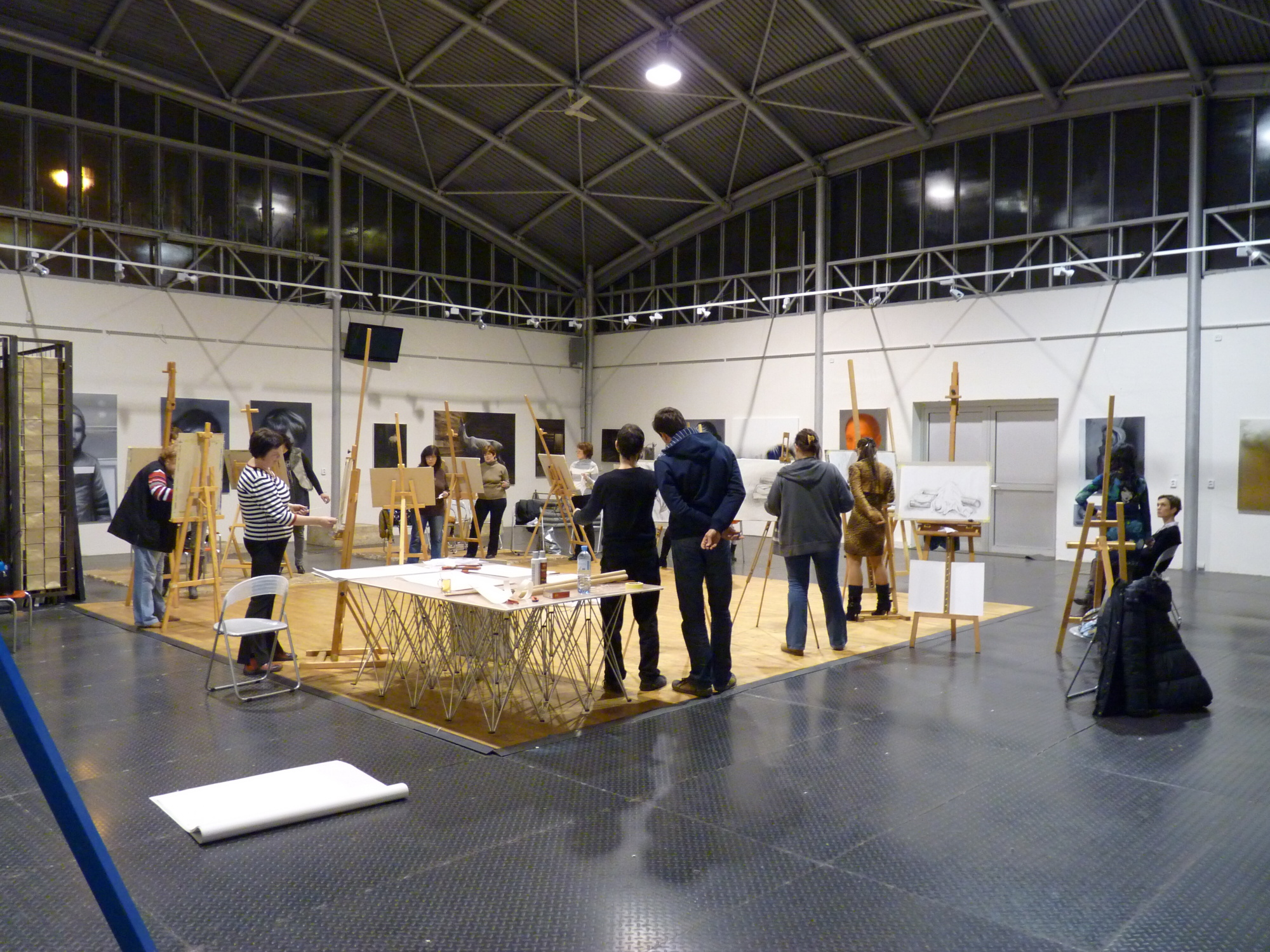
Kurzy v Galerii Kotelna